# Armorial des familles de Lorraine
- le nombre de blasons représentés est faible par rapport au sujet de la page.

Cette page présente les armoiries (figures et blasonnements) de quelques familles nobles et notables originaires de Lorraine, ou qui ont possédé des fiefs en Lorraine.

Blason du duché de Lorraine.

## Les familles ducales
| Image | Nom de la famille et blasonnement |
| ----- | --- |
|       | Maison d'Alsace (1047-1431) (ducs de Lorraine) D'or, à la bande de gueules, chargée de trois alérions d'argent |
|       | Maison d'Anjou (1431-1473) écartelé, au 1 et 4, de France à la bordure de gueules (qui sont d'Anjou); au 2 et 3, d'azur semé de croisettes d'or chargé de deux bars adossés du même (qui sont de Bar); sur-le-tout d'or à la bande de gueules chargé de trois alérions d'argent (qui sont de Lorraine). coupé de deux, parti de trois; au I fascé d'argent et de gueules de 8 pièces (qui sont de Hongrie); au II de France au lambel de gueules de trois pendants(qui sont de Naples); au III d'argent à la croix potencée d'or accompagnée de quatre croisettes du même (qui sont de Jérusalem); au IV de France à la bordure de gueules (qui sont d'Anjou); au V d'azur semé de croisettes d'or chargé de deux bars adossés du même ( qui sont de Bar); au VI d'or à la bande de gueules chargée de trois alérions d'argent ( qui sont de Lorraine). |
|       | Maison de Vaudémont (1473-1737) |

## Les familles lorraines
- Haut – A
- B
- C
- D
- E
- F
- G
- H
- I
- J
- K
- L
- M
- N
- O
- P
- Q
- R
- S
- T
- U
- V
- W
- X
- Y
- Z

### A
| Image | Nom de la famille et blasonnement |
| ----- | --- |
|       | d'Arc du Lys D'azur à une épée d'argent le manche d'or, posée en pal, surmontée d'une couronne royale, flanquée de deux fleurs de lys d'or            |
|       | Maison d'Aspremont De gueules à la croix d'argent. Alias parti d'azur et de gueules, à l'aigle d'argent becquée et membrée d'or brochant sur le tout. |

### B
| Image | Nom de la famille et blasonnement                                                                 |
| ----- | ------------------------------------------------------------------------------------------------- |
|       | de Bar D'azur semé de croisettes d'or, aux deux bars adossés d'or                                 |
|       | Bareth D'azur à une étoile à quatre rais d'argent, au chef du même                                |
|       | de Bauffremont Vairé d'or et de gueules                                                           |
|       | de Beauvau-Craon D'argent, à quatre lions de gueules, armés, lampassés et couronnés d'or, 2 et 2  |
|       | Famille de Briey D'or à trois pals alésés et fichés de gueules.                                   |
|       | Famille de Buretel de Chassey D'azur à deux fasces d'or, accompagnées de trois buretels d'argent. |

### C
| Image | Nom de la famille et blasonnement                  |
| ----- | -------------------------------------------------- |
|       | Famille de Clémont De gueules à une clef d'argent. |

### D
| Image | Nom de la famille et blasonnement                                                             |
| ----- | --------------------------------------------------------------------------------------------- |
|       | de Deux-Ponts-Bitche (comtes) D'or au lion de sable (ou de gueules ?) armé et lampassé d'azur |

### F
| Image | Nom de la famille et blasonnement                                                          |
| ----- | ------------------------------------------------------------------------------------------ |
|       | Famille de Finance D'azur à trois cloches d'argent. Alias de gueules à trois cloches d'or. |

### G
| Image | Nom de la famille et blasonnement |
| ----- | --- |
|       | Gauthier (Gaulthier) D'or à 3 pommes de pin de sinople posées 2 et 1 à une bordure engrêlée de gueules                                                                                                  |
|       | de Gourcy D'argent à six mouchetures d'hermine de sable posées 3, 2, 1, au chef de gueules chargé de 3 annelets d'or - Devise : « Malo Mori Quam Foedari » - Cri de guerre : « Loyal Antique Vaillant » |
|       | Goulet de Rugy D'azur au lion d'or rampant une fontaine d'argent |
|       | Guerrier de Dumast Parti, au 1 d'azur à la fasce d'or accompagnée de deux croissants d'argent, au 2 de gueules à trois épées d'or posées 2 et 1                                                         |

### H
| Image | Nom de la famille et blasonnement |
| ----- | --- |
|       | Famille de La Hausse Coupé, au 1 de gueules à la fleur de lys d'or et au 2 d'argent aux deux étoiles d'azur. figure sur le blason de la ville de Joudreville |

### L
| Image                   | Nom de la famille et blasonnement |
| ----------------------- | --- |
|                         | Famille de Lambertye et Lambertye de Gerbeviller D'azur à deux chevrons d'or. Alias écartelé, au 1 d'or à la bande de gueules chargée de trois alérions d'argent, au 2 des barons officiers de la Maison de l'Empereur, c-à-d de gueules au portique ouvert à deux colonnes surmontées d'un fronton d'argent et accompagnées des lettres DA du même, au 3 de gueules à la croix d'argent, au 4 d'or à deux membres ailés de gueules tenant chacun un braquemard, le tout de sable ; sur le tout d'azur à deux chevrons d'or. - Devise : « Fais le bien, advienne que pourra » |
|                         | Famille de Larminat D'hermine plein. |
|                         | Famille de Lenoncourt D'argent à la croix engrêlée de gueules., - Devise : « Je vous garde amour et foi » - Cri : « Lenoncourt ! » |
|                         | Famille de Ligniville Losangé d'or et de sable. - Devise : « Justitia et armis » |
|                         | Famille de Ligny , Sr de Ligny, de Roussy, et de Beaurevoir Burelé d'argent et d'azur au chef d'or, au lion rampant de gueules brochant |
|                         | Famille de Linange (von Leiningen) d'azur à trois aigles d'argent, membrées et becquées d'or. |
| Blason Famille de Ludre | Famille de Ludre ou Ludres Bandé d'or et d'azur ; à la bordure engrêlée de gueules. - Cri : « Je le tiens ! » |

### R
| Image | Nom de la famille et blasonnement |
| ----- | --- |
|       | Famille de Raigecourt alias de Raigecourt-Gournay D'or à la tour de gueules. Alias écartelé, aux 1 et 4 d'or à la tour de sable, aux 2 et 3 de gueules aux trois tours d'argent maçonnées de sable en bande. |
|       | Famille de Rarécourt de La Vallée de Pimodan D'argent à cinq annelets de gueules en sautoir, accompagnés de quatre mouchetures d'hermine de sable en croix. |
|       | Famille de Rogeville , Sr de Rogéville et de Villers-en-Haye Ecartelé en sautoir : au 1 d'azur à la colombe d'argent tenant dans son bec la sainte ampoule d'or, au 2 - 3 d'or à la croix pattée d'azur, et au 4 d'azur à la croix pattée d'or.[réf. nécessaire] |
|       | de Raville (von Rollingen) Primitivement : De gueules, à trois chevrons d'argent Pour cimier un paon naissant, d'azur, becqué d'or et crêté au naturel. Après avoir obtenu Septfontaines : Au 1er et 4e de gueules à 3 chevrons d'argent, qui est Raville ; au 2e et 3e de gueules à la croix ancrée d'argent, qui est Septfontaines Pour cimier un vol plein aux pièces, émaux et couleurs de l'écu. |

### S
| Image | Nom de la famille et blasonnement                                                    |
| ----- | ------------------------------------------------------------------------------------ |
|       | Famille de Saintignon De gueules à trois tours d'or, ajourées et maçonnées de sable. |

### T
| Image | Nom de la famille et blasonnement                                                                         |
| ----- | --- |
|       | de Trèves D'or, à un giron de gueules accompagné de trois croissants d'azur, deux en chef et un en pointe |

### V
| Image                             | Nom de la famille et blasonnement                                                                                          |
| --------------------------------- | --- |
|                                   | de Vaudémont (comtes) Burelé de dix fasces d'argent et de sable                                                            |
| Fichier:Les chevaliers champenois | de Vaudémont (sires de Joinville) d'azur aux trois broyes d'or, au chef d'argent chargé d'un lion issant de gueules.       |
|                                   | de Vaudémont (maison de Lorraine) d'or à la bande de gueules chargée de trois alérions d'argent, brisé d'un lambel d'azur. |

#### Articles
- Jean-Christophe Blanchard. Un bilan des travaux concernant l'héraldique médiévale messine (XIXe-XXIe s.). 2012. ⟨halshs-01264617⟩
- Jean-Christophe Blanchard. Ennoblement and Grant of Arms Control in Sixteenth-Century Lorraine. 2020.